# Кріс Ґоссенс
Кріс Ґоссенс (нар. 20 лютого 1974) — колишній бельгійський тенісист.
Найвищу одиночну позицію світового рейтингу — 90 місце досяг 8 липня 1996, парну — 183 місце — 8 червня 1998 року.
Здобув 5 одиночних та 2 парні титули.
Найвищим досягненням на турнірах Великого шолома було 2 коло в одиночному розряді.

## Фінали ATP Челленджер і ITF Ф'ючерс

### Одиночний розряд: 13 (7–6)
| Легенда              |
| -------------------- |
| ATP Челленджер (5–4) |
| ITF Ф'ючерс (2–2)    |

| Фінали за покриттям |
| ------------------- |
| Тверде (0–1)        |
| Ґрунт (7–5)         |
| Трава (0–0)         |
| Килим (0–0)         |

| Результат | В-П | Дата     | Турнір                    | Рівень     | Покриття | Суперник              | Рахунок       |
| --------- | --- | -------- | ------------------------- | ---------- | -------- | --------------------- | ------------- |
| Перемога  | 1-0 | Чер 1994 | Фюрт, Німеччина           | Челленджер | Ґрунт    | Дірк Діер             | 6–7, 6–3, 6–2 |
| Перемога  | 2-0 | Вер 1994 | Будапешт, Угорщина        | Челленджер | Ґрунт    | Крістіан Рууд         | 4–6, 6–3, 6–2 |
| Поразка   | 2-1 | Лют 1995 | Мар-дель-Плата, Аргентина | Челленджер | Ґрунт    | Їржі Новак (тенісист) | 2–6, 6–3, 3–6 |
| Перемога  | 3-1 | Тра 1995 | Дрезден, Німеччина        | Челленджер | Ґрунт    | Магнус Густафссон     | 6–4, 5–7, 7–5 |
| Перемога  | 4-1 | Жов 1995 | Гуаякіль, Еквадор         | Челленджер | Ґрунт    | Дірк Діер             | 6–4, 6–4      |
| Поразка   | 4-2 | Лют 1996 | Пунта-дель-Есте, Уругвай  | Челленджер | Ґрунт    | Фелікс Мантілья       | 2–6, 6–7      |
| Перемога  | 5-2 | Лип 1996 | Ульм, Німеччина           | Челленджер | Ґрунт    | Карім Аламі           | 6–4, 6–0      |
| Поразка   | 5-3 | Лип 1996 | Остенде, Бельгія          | Челленджер | Ґрунт    | Тьєррі Шампйон        | 3–6, 4–6      |
| Поразка   | 5-4 | Січ 1999 | США F2, Маямі             | Ф'ючерс    | Тверде   | Боб Браян             | 2–6, 5–7      |
| Перемога  | 6-4 | Бер 1999 | Італія F1, Сассарі        | Ф'ючерс    | Ґрунт    | Філіппо Воландрі      | 6–1, 1–6, 6–4 |
| Перемога  | 7-4 | Тра 2000 | США F13, Бока-Ратон       | Ф'ючерс    | Ґрунт    | Маурісіо Хадад        | 6–3, 7–5      |
| Поразка   | 7-5 | Лип 2000 | Франція F12, Тулон        | Ф'ючерс    | Ґрунт    | Като Дзюн             | 3–6, 4–6      |
| Поразка   | 7-6 | Сер 2000 | Манербіо, Італія          | Челленджер | Ґрунт    | Стефано Таралло       | 3–6, 4–6      |

### Парний розряд: 8 (5–3)
| Легенда              |
| -------------------- |
| ATP Челленджер (2–3) |
| ITF Ф'ючерс (3–0)    |

| Фінали за покриттям |
| ------------------- |
| Тверде (1–0)        |
| Ґрунт (4–3)         |
| Трава (0–0)         |
| Килим (0–0)         |

| Результат | В-П | Дата     | Турнір                             | Рівень     | Покриття | Партнер                 | Суперники                          | Рахунок       |
| --------- | --- | -------- | ---------------------------------- | ---------- | -------- | ----------------------- | ---------------------------------- | ------------- |
| Поразка   | 0–1 | Тра 1992 | Антверпен, Бельгія                 | Челленджер | Ґрунт    | Мікаель Пернфорс        | Майкл Браун Роджер Рашід           | 2–6, 4–6      |
| Перемога  | 1–1 | Лип 1997 | Ульм, Німеччина                    | Челленджер | Ґрунт    | Том Ванхудт             | Петр Лукса Петр Пала               | 6–3, 6–0      |
| Перемога  | 2–1 | Лип 1997 | Остенде, Бельгія                   | Челленджер | Ґрунт    | Том Ванхудт             | Тарік Бонабіль Жюльєн Бутте        | 3–6, 6–4, 6–0 |
| Поразка   | 2–2 | Жов 1997 | Ліма, Перу                         | Челленджер | Ґрунт    | Джимі Шиманскі          | Маріано Худ Себастьян Прієто       | 2–6, 1–6      |
| Перемога  | 3–2 | Лис 1998 | Австралія F2, Frankston            | Ф'ючерс    | Ґрунт    | Тобі Мітчелл            | Люк Буржуа Ендрю Пейнтер           | 4–6, 6–1, 6–2 |
| Перемога  | 4–2 | Жов 1999 | Узбекистан F4, Фергана             | Ф'ючерс    | Тверде   | Ліор Дахан              | Стефано Гальвані Енді Рам          | 7–5, 7–6      |
| Поразка   | 4–3 | Жов 1999 | Самарканд, Узбекистан              | Челленджер | Ґрунт    | Еміліо Бенфеле Альварес | Андрій Столяров Ноам Бер           | 7–6, 3–6, 1–6 |
| Перемога  | 5–3 | Чер 2000 | Німеччина F6, Філлінген-Швеннінген | Ф'ючерс    | Ґрунт    | Йонуц Молдован          | Юган Сеттерґрен Мелле ван Ґемерден | 7–6(8–6), 6–3 |

## Часовий графік результатів
| W | Ф | ПФ | ЧФ | #Р | КТ | К# | DNQ | A | NH |

### Одиночний розряд
| Турніри Великого шлему                 |     |     |     |     |       |     |     |
| Відкритий чемпіонат Австралії з тенісу |     |     | 1р  | 1р  | 0 / 2 | 0–2 | 0%  |
| Відкритий чемпіонат Франції з тенісу   |     | 1р  | 2р  | К1р | 0 / 2 | 1–2 | 33% |
| Вімблдонський турнір                   |     |     | 1р  |     | 0 / 1 | 0–1 | 0%  |
| Відкритий чемпіонат США з тенісу       |     | 1р  | 1р  |     | 0 / 2 | 0–2 | 0%  |
| В-П                                    | 0–0 | 0–2 | 1–4 | 0–1 | 0 / 7 | 1–7 | 13% |
| Тур ATP Мастерс 1000                   |     |     |     |     |       |     |     |
| Монте-Карло                            |     | К1р |     |     | 0 / 0 | 0–0 | –   |
| Париж                                  | К1р | К1р |     |     | 0 / 0 | 0–0 | –   |
| В-П                                    | 0–0 | 0–0 | 0–0 | 0–0 | 0 / 0 | 0–0 | –   |